# Pierre Brochard
Pour les articles homonymes, voir Brochard.
Pierre Brochard, né le 23 mars 1921 à Issy-les-Moulineaux et mort le 22 mars 2001, est un dessinateur et scénariste français de bandes dessinées.

## Biographie et œuvres
Pierre Brochard est né en 1921. 
Pendant la Seconde Guerre mondiale, Pierre Brochard utilise ses talents pour réaliser des faux papiers et dessine des caricatures.
Après avoir appris et pratiqué le dessin industriel, il entre aux éditions Fleurus en 1947, pour les revues Cœurs vaillants, Âmes vaillantes, Fripounet et Marisette. Il y publie d'abord diverses illustrations et de courts récits. 
Sa première série est Zéphyr, publiée dans Fripounet de 1952 à 1963. Pour ce personnage d'adolescent débrouillard, il écrit des scénarios à l'intrigue captivante, avec des aventures mêlées d'humour, qu'il soutient de ses dessins plutôt réalistes. 
En parallèle à cette série, Pierre Brochard dessine à partir de 1956 dans Cœurs vaillants les aventures d'Alex et Eurêka, publiées ensuite dans J2 Jeunes jusqu'en 1970, sur un scénario de Guy Hempay, le créateur de la série. Le dessin de Pierre Brochard est précis, réaliste et drôle, devenant parfois insolite et inquiétant pour entretenir le mystère, ou rapide et varié pour accompagner dans leurs pérégrinations les jeunes héros bien remuants.
Après Zéphyr et Alex et Eurêka, il illustre Perrac la Rapière, encore sur un scénario de Guy Hempay pour J2 Jeunes. Il crée ensuite la série du Chevalier de Saint-Clair, dessins et scénarios, pour la revue Fripounet. Il est aussi l'auteur de beaucoup de récits complets. Puis il dessine Éric et Lespadon ainsi que Théo Besagne, avec G. Hempay. 
Pierre Brochard dessine Napoléon, Louis XVII, Marie-Antoinette, Le Masque de fer, Michel Strogoff et le Capitaine Fracasse, pour les revues J2 Magazine et Djinn. Il collabore aussi dans les revues Jeudi matin, L'intrépide, Rallye Jeunesse, Ima, Balades, Jonas. En 1976 il publie Les Gens de Lameraven dans le Nouveau Tintin. 
Il adapte en bandes dessinées le Club des Cinq et le Clan des Sept pour la Bibliothèque rose et illustre la collection de la Vie privée des hommes pour Hachette. Il illustre aussi l'histoire du peuple de Dieu, Bertrand de Comminges. Il continue dans ce registre religieux, participant aux collections Bandes dessinées sur l'Évangile, les Grandes questions de notre temps, les Grandes heures des églises, les grandes religions, Vivants témoins.
Son graphisme, réaliste et efficace, est très personnel et facilement reconnaissable. Mais il est méconnu de nombreux critiques, malgré l'importance de son œuvre.
Il prend sa retraite en 1986, illustre encore Barcelone en 1992. Il meurt en 2001,.
Son fils Philippe Brochard est scénariste et historien.